# Logor Tenja
Logor Tenja bio je sabirni logor u Nezavisnoj Državi Hrvatskoj. Logor se nalazio kraj grada Osijeka u selu Tenja, a formiran je u travnju 1941. i djelovao je do kolovoza 1942. godine. Zapovjednik logora bio je Mirko Appelt. Logor je mogao primiti do 3000 osoba. 
U Osijeku i okolici, u vrijeme dolaska ustaša na vlast, živjelo je oko 2500 Židova. Tijekom 1941. godine isprva su izvršena uhićenja imućnijih Židova, a nešto kasnije i ostalih. U dva navrata 1941. godine, ustaše su odveli iz Osijeka 684 osobe: Židove, Srbe i Hrvate-antifašiste, među kojima su bile žene i djeca. Vršili su transport skupina od po 100 Židova u logor u Gospiću. Početkom 1942. započeo je masovan progon Židova, Srba i Hrvata-antifašista. Župsko redarstvo Osijeka odlučilo je izolirati sve Židove zatvaranjem na posebnim mjestima. Za to je bio određen prostor kod tenjske mitnice, odnosno za izgradnju naselja samo za Židove. U travnju 1942. počela je gradnja baraka i zidani objekti na račun Židovske vjerske općine Osijek, a pod nadzorom Županijskog redarstva. Kako je koji objekt bio završen, popunjavan je Židovima. Zatočeni Židovi sami su se brinuli o svom snabdijevanju i prehrani, a režim nadzora nije bio prestrog.
U duhu rješenja židovskog pitanja u NDH, u Osijek je došao Ivan Tolj, šef ustaške policije iz Vinkovaca, već otprije poznat po svojoj surovosti iskazanoj provođenjem terora u Sarajevu, i naredio ograđivanje logora bodljikavom žicom. Postavljena je ustaška straža, uhićeni su preostali Židovi iz Osijeka i okolice, a dopremljene su i skupine iz Šida, Orahovice, Našica, Đakova, Vukovara i Valpova. Broj zatočenika porastao je na 3000, pa su mnogi bili smješteni na otvorenom i živjeli i spavali na zemlji. Ustaše su im svima oduzeli sve predmete i dragocjenosti, te svu imovinu u kućama, stanovima i na imanjima. Oduzetu nepokretnu i pokretnu imovinu ustaše su međusobno razdjelili.
Sredinom kolovoza, ustaše su počeli slati Židove u Treći reich. Prvi vagoni s oko 1000 Židova, među kojima 700 djece, upućeni su izravno u logor Auschwitz 15. kolovoza. Tada je u Tenju je došao Dominik Hinko Piccilli, zapovjednik logora Jasenovac III-Ciglana i odveo dio Židova u Jasenovac. Krajem kolovoza krenuo je treći i posljednji transport iz Tenje. Dva vagona tog transporta odvedena su u Jasenovac, a ostatak od oko 600 logoraša pridružen je transportu iz Lobora i otpremljen u njemačke logore.
Logor Tenja prestao je postojati krajem kolovoza 1942. godine. Iako u tom logoru nije bilo masovnih likvidacija, ipak je tih 3000 Židova, žena i djece, koji su u njemu boravili ubijeno u Jasenovcu ili u Njemačkoj. Svega desetak njih vratilo se iz njemačkih logora, ali nijedan iz Jasenovca.

## Vanjske poveznice
•Živaković-Kerže, Zlata. 3. listopada 2006. Od židovskog naselja u Tenji do sabirnog logora. Scrinia Slavonica: Godišnjak Podružnice za povijest Slavonije, Srijema i Baranje Hrvatskog instituta za povijest. 6 (1): 497–514. ISSN 1332-4853